# Waggoner (Illinois)
Waggoner es una villa ubicada en el condado de Montgomery en el estado estadounidense de Illinois. En el Censo de 2010 tenía una población de 266 habitantes y una densidad poblacional de 390,51 personas por km².

## Geografía
Waggoner se encuentra ubicada en las coordenadas 39°22′39″N 89°39′10″O / 39.37750, -89.65278. Según la Oficina del Censo de los Estados Unidos, Waggoner tiene una superficie total de 0.68 km², de la cual 0.68 km² corresponden a tierra firme y (0%) 0 km² es agua.

## Demografía
Según el censo de 2010, había 266 personas residiendo en Waggoner. La densidad de población era de 390,51 hab./km². De los 266 habitantes, Waggoner estaba compuesto por el 99.25% blancos, el 0.75% eran afroamericanos, el 0% eran amerindios, el 0% eran asiáticos, el 0% eran isleños del Pacífico, el 0% eran de otras razas y el 0% pertenecían a dos o más razas. Del total de la población el 0.38% eran hispanos o latinos de cualquier raza.